# Музыка (фильм, 2023)
«Музыка» (нем. Music) — художественный фильм режиссёра Ангелы Шанелек совместного производства Германии, Франции и Сербии, главные роли в котором сыграли Алиоха Шнайдер и Агата Боницер. Премьера картины состоялась на 73-м Берлинском кинофестивале 21 февраля 2023 года.

## Сюжет
Фильм представляет собой адаптацию древнегреческого мифа об Эдипе. В греческих горах однажды находят маленького мальчика. Спустя 20 лет он случайно убивает отца, отсиживает тюремный срок, а после выхода на свободу влюбляется в женщину, которая рожает от него дочь. Позже выясняется, что эта женщина — мать героя. Спустя ещё 20 лет он живёт в Лондоне с дочерью, теряет зрение, но находит взамен нечто другое.

## В ролях
- Алиоша Шнайдер
- Агат Боницер

## Премьера и восприятие
Фильм снимали в августе — октябре 2021 года в Германии и Греции. Премьера состоялась на 73-м Берлинском кинофестивале 21 февраля 2023 года. Картина получила  «Серебряного медведя» за лучший сценарий.